# Рафалович, Александр Михайлович
Алекса́ндр Миха́йлович Рафало́вич (20 августа 1898 года, Волковыск — 1971 год, Москва) — советский военачальник, генерал-лейтенант авиации (1944 год).

## Биография
Родился в семье коллежского регистратора со старшинством Волковысского казначейства. Еврей. В РККА с апреля 1918. Участник Гражданской войны, на фронте был контужен.
После войны продолжил службу в РККА. Окончил Высшую лётную школу и Военно-воздушную академию имени Н. Е. Жуковского. Член ВКП(б) с 1927 года.
Великую Отечественную войну встретил в звании полковника в должности начальника штаба ВВС 6-й армии. С 10 сентября 1941 года командующий ВВС 6-й армии. 23 марта 1942 года присвоено звание генерал-майора авиации. С 1943 года служил в должности начальника Воздушно-стрелковой службы ВВС РККА. 1 июля 1944 присвоено звание генерал-лейтенанта авиации.
В 1944 году окончил Военно-воздушную ордена Ленина академию Красной Армии имени проф. Жуковского. 1 июля 1944 года присвоено звание генерал-лейтенанта авиации. C 1946 по 1950 годы — начальник кафедры Военно-Воздушной Академии имени проф. Н. Е. Жуковского.
Участник парада Победы на Красной площади 1945 года.
Уволен в отставку в 1950 году. Умер в 1971 году. Урна с прахом находится в колумбарии на Новодевичьем кладбище.
Жена — Ася Захаровна Рафалович (Трошина, 1903—1986).

## Награды
Имеет награды:
- Орден Ленина;
- 3 Ордена Красного Знамени;
- орден Отечественной войны 1 степени;
- орден Богдана Хмельницкого 2 степени;
- Медаль «XX лет Рабоче-Крестьянской Красной Армии»;
- Медаль «За оборону Москвы»;
- Медаль «За оборону Киева»;
- Медаль «За боевые заслуги»;
- Медаль «За победу над Германией»;
- Медаль «В память 800-летия Москвы»;
- другие медали.